# Keith Moon
Keith John Moon (Londen, 23 augustus 1946 – aldaar, 7 september 1978) was drummer van de rockgroep The Who. Hij werd geboren in Londen in 1946, hoewel hij later zou zeggen dat hij een jaar later was geboren.
Moon wordt beschouwd als een van de drummers uit de rock-'n-rollmuziek  die tegelijk origineel en controversieel waren.

## Levensloop
Vroeg in de carrière van The Who verwierf de band een reputatie voor het vernielen van hun instrumenten en apparatuur, aan het einde van elke show. Moon toonde een exceptioneel genoegen in het kapotslaan van zijn drumstel en bij één gelegenheid blies hij een trommel op met vuurwerk na het spelen van het nummer My Generation. Zijn gedrag leverde hem de bijnaam Moon the loon (Moon de gek) op.
Moon bouwde een reputatie op als iemand die vernielzuchtig was. Hij vernielde hotelkamers, huizen van vrienden en zijn eigen huis. Vaak gooide hij meubilair door de ramen en vernielde leidingen met vuurwerk. Tevens ging het verhaal dat hij een auto een zwembad inreed. Dit verhaal is bevestigd door Roger Daltrey in een interview in Top Gear. Hij zei dat het zwembad waar Keith de auto in "parkeerde" zich op de eerste etage bevond.
Ook was Keith in het bezit van een Rolls Royce die hij zelf knalroze had geschilderd.
Moons volledig eigen stijl heeft een aantal herkenbare drum-tracks opgeleverd en bekende drummers als Mitch Mitchell, Ginger Baker en John Bonham zeggen door hem beïnvloed te zijn. Moons anarchistische stijl blijft inspireren.
Hoewel zijn werk met The Who zijn carrière bepaalde, deed hij ook enkele andere projecten. In 1966 speelde hij met Jeff Beck (The Yardbirds), Jimmy Page en John Paul Jones (beiden later in Led Zeppelin) een instrumentaal nummer, Beck's Bolero, dat later dat jaar als single zou worden uitgegeven.
In 1975 werd zijn enige solo-plaat uitgegeven, Two sides of the Moon. In 1976 gebruikte hij het Beatles-nummer When I'm Sixty-Four voor de soundtrack van de documentaire All this and World War II.
Op amper 32-jarige leeftijd overleed Moon in zijn slaap, als gevolg van een overdosis Chloormethaziol, dat hij had voorgeschreven gekregen voor het bestrijden van zijn alcoholverslaving. Toen de politie zijn dood onderzocht kwamen zij erachter dat er 32 pillen in zijn lichaam zaten, waarvan 26 onopgelost waren. De dood van Moon is geen zelfmoord, maar waarschijnlijk een stomme fout. De meest gangbare verklaring is dat hij zijn pillen nam, flauwviel, wakker werd en vervolgens weer een dosis pillen genomen heeft, terwijl hij vergat dat hij al pillen had geslikt. Een andere theorie is dat hij door het grote aantal pillen moest overgeven en in zijn eigen braaksel stikte. In The Who werd hij vervangen door Kenney Jones (ex Faces), die met The Who nog twee platen maakte. Later speelde nog Simon Phillips mee en in recentere tours Zak Starkey, de zoon van Beatles-drummer Ringo Starr. Starkey heeft overigens les gehad van Keith Moon, waardoor men vaak zegt dat hij en Moon dezelfde stijl hebben.
In 2009 werd aangekondigd dat er een film als biopic van de drummer zou uitkomen, getiteld See Me, Feel Me: Keith Moon Naked for Your Pleasure, maar die was in 2016 nog niet gerealiseerd.
Op de in 2019 door het tijdschrift Rolling Stone gepubliceerde ranglijst van 100 beste drummers in de geschiedenis van de popmuziek kreeg Keith Moon de 2e plaats toegekend.
- Bibsys: 1034787
- Biblioteca Nacional de España: XX884526
- Bibliothèque nationale de France: cb14051868t (data)
- Catàleg d'autoritats de noms i títols de Catalunya: 981058620170406706
- Gemeinsame Normdatei: 121512495
- International Standard Name Identifier: 0000 0001 0653 5004
- Library of Congress Control Number: n80009337
- MusicBrainz: e64bf907-c90f-4cf1-bd0c-81593b42d4d9
- Nationale Bibliotheek van Tsjechië: ola2002151724
- Nationale bibliotheek van Australië: 35562090
- Nationale Bibliotheek van Israël: 987007581789105171
- Nationale en Universitaire bibliotheek Zagreb: 000346980
- Nederlandse Thesaurus van Auteursnamen: 071765301
- SNAC: w6d5530d
- Système universitaire de documentation: 078619416
- Trove: 537290
- Virtual International Authority File: 27269351
- WorldCat: E39PBJtcFWpB6w6bFvMhTvDDv3